# 22756 Manpreetkaur
22756 Manpreetkaur este un asteroid din centura principală de asteroizi.

## Descriere
22756 Manpreetkaur este un asteroid din centura principală de asteroizi. A fost descoperit pe 18 noiembrie 1998 la Socorro, New Mexico, în cadrul proiectului LINEAR. Asteroidul prezintă o orbită caracterizată de o semiaxă mare de 2,40 ua, o excentricitate de 0,16 și o înclinație de 0,9° în raport cu ecliptica.